# Michail Vdovin

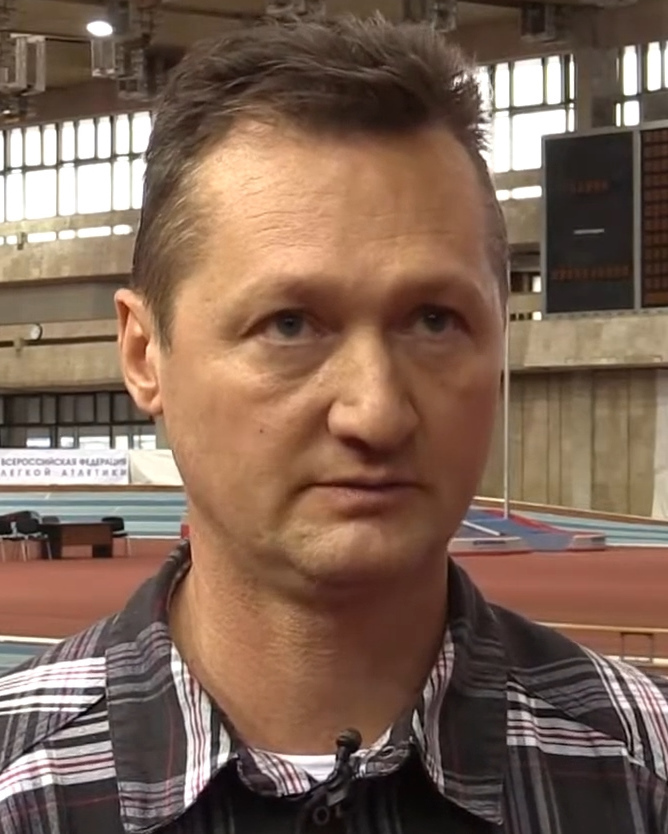
Michail Vdovin

Michail Vjatjeslavovitj Vdovin, född den 15 januari 1967, är en rysk före detta friidrottare som tävlade i kortdistanslöpning främst 400 meter. 
Vdovins främsta meriter har kommit inomhus. Vid inomhus-EM 1994 blev han silvermedaljör och vid inomhus-VM 1995 slutade han på tredje plats. 
Han ingick i det ryska stafettlaget tillsammans med Dmitrij Bej, Dimitrij Kosov och Dimitrij Golovastov som blev bronsmedaljörer på 4 x 400 meter vid EM 1994 i Helsingfors.